# NGC 5557
NGC 5557 este o galaxie eliptică situată în constelația Boarul. A fost descoperită în 1 mai 1785 de către William Herschel. Se află la o distanță de 38,8 de megaparseci de Pământ.